# Hjalmar Christoffersen
Hjalmar Johan Christoffersen (Copenhague, 1 de dezembro de 1889 - 28 de dezembro de 1966) foi um futebolista dinamarquês, medalhista olímpico.
Hjalmar Christoffersen competiu nos Jogos Olímpicos de Verão de 1912 em Estocolmo. Ele ganhou a medalha de prata.